# Kader Bamba
Abdoul Kader Bamba (* 25. Mai 1994 in Sarcelles) ist ein französischer Fußballspieler. Der Flügelspieler spielte für FC Nantes über 80 Mal in der Ligue 1.

## Karriere

### Verein
Bamba durchlief verschiedene Jugendmannschaften. Zwischen 2013 und 2017 spielte er für den unterklassigen Verein Cosmo Taverny. 2017 wechselte er ablösefrei zum Le Mans FC. Im Juli 2018 wechselte er, ebenfalls ablösefrei, zum FC Nantes. Dort spielte er zunächst für die zweite Mannschaft. Am 11. August 2019 kam er mit bereits 25 Jahren erstmals für die erste Mannschaft in der Ligue 1 zum Einsatz, als er in der 87. Minute für Charles Traoré im Spiel gegen OSC Lille eingewechselt wurde. In der restlichen Saison erhöhte sich die Einsatzzeit sukzessive. In der Saison 2020/21 verringerte sich diese aber wieder, weshalb er für die nachfolgende Spielzeit an den SC Amiens ausgeliehen wurde. Im Januar 2023 wurde der Spieler für eine halbe Saison an die AS Saint-Étienne verliehen. Dort bestritt er 14 von 20 möglichen Ligaspielen, in denen er vier Tore schoss.
In der Saison 2023/24 gehört er wieder zum Kader von Nantes.